# Ошљак (Преко)
Ошљак је насељено место у саставу општине Преко, у Задарској жупанији, Република Хрватска.

## Географија
Насеље се налази на истоименом острву Ошљаку.

## Историја
До територијалне реорганизације у Хрватској насеље се налазило у саставу старе општине Задар.

## Становништво
На попису становништва 2011. године, Ошљак је имао 29 становника.